# С глаз — долой, из чарта — вон!
«С глаз — долой, из чарта — вон!» (англ. Music and Lyrics — «Музыка и слова») — американо-английская романтическая комедия режиссёра Марка Лоуренса.
В центре сюжета — вышедший в тираж поп-исполнитель (Хью Грант) и бывшая студентка, изучавшая литературу (Дрю Бэрримор). Фильм рассказывает о развитии их отношений в то время, как они пытаются написать хит для поп-звезды. Особенностью фильма является большое количество песен в исполнении актёров и имитация музыкальных стилей поп-музыки 1980-х и 2000-х годов.

## Сюжет
Алекс Флэтчер — поп-звезда 80-х годов, второй вокалист некогда популярной группы «Поп!» (англ. Pop!). После произошедшего пятнадцать лет назад распада группы, Алекс успел смириться со своим статусом «бывшей» звезды. После встречи с молодой поп-звездой Корой Корман, Алексу выпадает шанс снова вернуть былую популярность — для этого в течение нескольких дней ему необходимо написать песню. Проблема в том, что Алекс не писал песен уже более десяти лет, да и раньше он мог писать только на слова Колина Томпсона, своего партнера по «Поп!».
Алекс знакомится с Софи Фишер, когда та временно замещает девушку, поливающую цветы в его доме. В университете Софи изучала литературу, но после неудач в личной жизни (роман с преподавателем Слоаном Кейтсом, скрывавшим от неё наличие жены и в итоге написавшим о своих отношениях со студенткой популярную книгу) стала неуверенной в собственных силах. Совместными усилиями им удается за несколько дней написать песню «Обратный путь к любви» (англ. A Way Back Into Love). Кора изменяет аранжировку, превращая романтическую балладу в безвкусную смесь индийской музыки и хард-рока. Алекс не хочет говорить Коре о своём недовольстве переменой стиля песни, и из-за этого между Алексом и Софи начинается конфликт.
Кора приглашает Алекса и Софи на свой концерт, где должна пройти премьера песни «Обратный путь к любви». На концерте, когда Кора объявляет «новую песню Алекса Флетчера», Софи пытается уйти, полагая, что Алекс «украл» у неё авторство слов. Однако Алекс действительно поёт песню на свои слова, в которой рассказывает о своих отношениях с Софи. За кулисами Алекс говорит Софи, что уговорил Кору вернуть песне «Обратный путь к любви» первоначальную аранжировку.
Во время финальных титров клип «Поп!», переделанный в стиле программы «Музыкальное чтиво» канала MTV Россия (этот приём более известен по программе Pop-Up Video канала VH1), рассказывает дальнейшую судьбу героев фильма: песня стала хитом для Коры и Алекса, киноверсия романа Слоана проваливается в прокате и у критиков (разрушив его карьеру), PoP! воссоединяются для своего вступления в Зал славы рок-н-ролла, после чего их ведущий певец Колин Томпсон (оставивший группу с несколькими песнями Флетчера для старта сольной карьеры) завершает карьеру из-за вывиха бедра, Алекс и Софи остаются успешными в написании песен и в совместной личной жизни.

## В ролях
| Актёр            | Роль                                 |
| ---------------- | ------------------------------------ |
| Хью Грант        | Алекс Флетчер                        |
| Дрю Бэрримор     | Софи Фишер                           |
| Хейли Беннетт    | Кора Корман                          |
| Брэд Гарретт     | Крис Рили (менеджер Алекса Флетчера) |
| Кристен Джонстон | Ронда (старшая сестра Софи)          |
| Мэттью Моррисон  | Рэй (менеджер Коры)                  |

## Другие названия фильма
- Music and Lyrics («Музыка и слова»)
- Mitten ins Herz — Ein Song für Dich («В сердце — песня для тебя»)
- Le Come-Back («Возвращение»)

## Прокат
Фильм вышел в прокат в Великобритании и Ирландии 9 февраля 2007 года, и в первую неделю стал лидером с результатом 1,93 млн. фунтов. 14 февраля фильм вышел на 2 955 экранах в США и Канаде, заработав в первую неделю проката 13 623 630 долл. (4 место, уступил Призрачному гонщику, Мосту в Терабитию и Уловкам Норбита).  По итогам проката фильм заработал в США и Канаде 50 572 589  долл., в остальном мире - 95 323 833, итоговые сборы составили 145 896 422 долл.